# Подюнско наречие
Подюнското наречие (на словенски: podjunsko narečje или podjunščina) е словенски диалект от Корошката диалектна група (Каринтийската). Говори се предимно в долината Яун (на немски: Jauntal; на словенски: Podjuna) в Южна Австрия, както и в селищата Стройна и Либеличе в Северна Словения, на границата с Австрия. Говори се западно от линията Диекс (на словенски Диекше), Фьолкермаркт (Великовец), Еберндорф (Добърла вас), западно от Зитерсдорф (Житара вас) и северно от обирското наречие. Основните селища на носителите на диалекта са Грифен (Гребин), Кюнсдорф (Синча вас), Глобасниц (Глобасница), Блайбург (Плиберк) и Лавамюнд (Лабот).

## Фонологични и морфологични характеристики
Подюнското наречие има музикално ударение и има акцентна ретракция от крайните циркумфлекси. В наречието отсъства словенската палатализация, частично са запазени праславянските носови глани, дълго ə > a, праславянско a > ɔ, ła > wa, фонемата /w/ е запазена, и šč > š. Типично за диалекта е добавянето на š- пред дейксис с t- (например štam вместо tam 'там'; известно като štekanje, щекане, на словенски). Диалектът се разпада на няколко говора, различаващи се основно от север на юг, но също така до някаква степен и от изток на запад.